# Сезон (река)
Сезон (фр. Saison) је река у Француској. Дуга је 54 km. Улива се у Гав д'Олорон. 